# Anna Westergaard

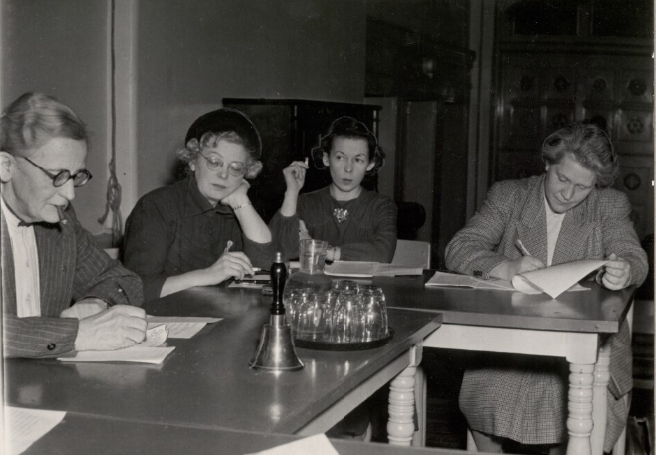
Anna Westergaard, Nina Andersen, Clara Munck, Inge Merete Nordentoft, 1951

Anna Westergaard  (* 8. Juni 1882 in Aarhus; † 6. Februar 1964 in Charlottenlund) war eine dänische Politikerin und Frauenrechtlerin.

## Leben und Werk
Westergaard war die Tochter des Zahnarztes Carl Rudolf Westergaard und der Pastorentochter Cecilie Bøttcher Pape.  Nach bestandener Vorbereitungsprüfung 1889 wurde sie bei der Danske Statsbaner (DSB) in Aarhus angestellt. Sie machte eine praktische Bahnhofsausbildung, legte die Eisenbahnprüfung ab und wurde  1908 Assistentin, 1925 Verkehrsinspektorin, 1929 Sachbearbeiterin in der Generaldirektion und 1951 dort Verkehrsinspektorin. Gleichzeitig engagierte sie sich in der Gewerkschaft und war von 1912 bis 1928 Vorstandsmitglied sowohl des Dänischen Eisenbahnverbandes als auch von 1922 bis 1928 der Zentralorganisation der Beamten. Sie war auch als Redakteurin der Mitgliederzeitschrift des Dänischen Eisenbahnverbandes tätig. Von 1923 an lebte sie bis zu deren Tod 1937 mit der Telegrafenkontrolleurin Margrethe Jensine Mathiassen zusammen.

## Einsatz für Frauenrechte
Westergaard setzte sich dafür ein, dass Frauen durch Bildung und Erwerbstätigkeit die gleichen Chancen auf finanzielle Unabhängigkeit wie Männer haben sollten. Als Vorstandsmitglied der Frauenorganisation Dansk Kvindesamfund von 1919 bis 1924 stand Westergaard kritisch gegenüber Teilen des Vorstands, angeführt von Gyrithe Lemche, die aufgrund einer ausgeprägten feministischen Haltung die ersten gewählten Frauen im Folketing wegen mangelnder Unterstützung der Frauenbewegung kritisiert hatte. Lemche musste die Aufgabe als Vorsitzende des dänischen Frauenverbandes an die Betriebsinspektorin Julie Arenholt abgeben. Westergaard trat auch im öffentlichen Dienst für gleiche Entlohnung von Männern und Frauen ein und unterstützte Thora Pedersen, die 1917 das einzige weibliche Mitglied der Lohnkommission war und für gleichen Lohn arbeitete.
Westergaard war von 1938 bis 1946 auch Mitglied der Führung des dänischen Frauennationalrats (DKN). Sie wurde Vorsitzende des Danske Kvinders Erhvervsraad (DKE), der auf ihre Initiative als Unterabteilung des DKN gegründet wurde und für die Hilfeleistung für diskriminierte Frauen am Arbeitsplatz zuständig war. Sie war auch am Aufbau der sogenannten Community Preparedness der DKE beteiligt, die sich dafür einsetzte, dass arbeitslose Frauen zum Beispiel im Krankheitsfall Hausfrauen Hilfe bei der Hausarbeit als Ausgleich anboten. Sie beteiligte sich aktiv an der Debatte über die Erwerbschancen von Frauen und auch an der Debatte um die sinkenden Geburtenraten und sagte, dass diese nur steigen könnten, wenn Frauen arbeiten dürften, ohne befürchten zu müssen, aufgrund von Schwangerschaft oder Heirat arbeitslos zu werden.
In der ersten Hälfte des 20. Jahrhunderts wurde über die Einführung eines speziellen Arbeitsschutzgesetzes für Frauen debattiert, bei dem Frauen nicht nachts arbeiten oder schwere körperliche Arbeit verrichten durften. Westergaard lehnte die Idee einer Sondergesetzgebung für Frauen ab, da dies ihrer Meinung nach die Chancen von Frauen auf dem Arbeitsmarkt als gesuchte Arbeitskräfte verringern und ihnen niedrigere Löhne bescheren würde. Diese Position teilte sie mit ihrer Kollegin Julie Arenholt und diese Position fand in Dänemark große Zustimmung.  1935 hielt sie eine Rede vor dem Völkerbund in Genf, in der sie dafür plädierte, dass Frauen zu gleichen Bedingungen wie Männer am Arbeitsleben teilnehmen dürfen.  Sie durfte jedoch nicht im Namen der dänischen Delegation sprechen, da ihre Positionen in der Delegation als unbegründet angesehen wurden. 1937 äußerte sie sich jedoch als offizielle Vertreterin Dänemarks erneut in Genf und wurde im selben Jahr zur internationalen Präsidentin von Open Door International gewählt.
Open Door International war ein 1929 in Berlin gegründeter Verein mit dem Ziel, das Recht von Frauen auf gleichberechtigte Arbeit mit Männern und gleichen Lohn zu sichern. Der Verband setzte sich für die Bezahlung des Mutterschaftsurlaubs durch die öffentliche Hand ein und lehnte einen besonderen Schutz für Frauen, wie etwa ein Nachtarbeitsverbot, ab. Damit setzte sie die Rechte der Frauen auf dem Arbeitsmarkt auf die Tagesordnung und erreichte eine gewisse Resonanz bei der Internationalen Arbeitsorganisation (ILO) in Genf. 1930 wurde eine dänische Abteilung, Den Åbne Dør, mit der Fabrikinspektorin Arenholt als Vorsitzende gegründet. Ihre Nachfolgerin war Westergaard bis 1960.
Westergaard engagierte sich auch in der Danmarks Demokratiske Kvindeforbund (DDK), dem dänischen Ableger der Internationalen Demokratischen Frauenföderation.
Neben einer Reihe von Artikeln in dänischen und ausländischen Zeitschriften schrieb sie Abschnitte über Frauenbildung und über die dänische Frauenbewegung in The Golden Book on Danish Women (1941), The Woman in Society (1937), und in Danish Woman Today (1942).

## Parteipolitische Arbeit
Westergaard gehörte politisch zur Radikale Venstre (RV) und vertrat die Partei von 1924 bis 1933 im Gemeinderat von Gentofte und war in den 1930er Jahren Vorsitzende des örtlichen Parteiverbandes der Partei. In den 1920er und 1930er Jahren kandidierte sie für das Folketing, wurde jedoch nie gewählt. Ihre parlamentarische Karriere begann damit, dass sie von 1939 bis 1943 Abgeordnete in der Zweiten Kammer des Reichstages, dem Kreisrat, wurde. Westergaard war dort von 1943 bis 1953 Mitglied.
Westergaard starb 1964 in Charlottenlund und wurde auf dem Ordrup Kirkegård beigesetzt.